# Samo
Kralj Samo (? – 658.) bio je trgovac, porijeklom iz senonske zemlje (Senonago – vjerojatno današnji Sens u Francuskoj). Samo je prvi poznati vladar među Slavenima i osnivač tzv. Samova carstva ili Samova kraljevstva (623. – 658.), prve poznate organizirane zajednice Slavena. Zapravo, bio je to sigurno nekakav savez plemena, a ne prava država. Što se tiče Samova porijekla, jedini zapis o Samu iz tog doba – Fredegarova kronika, izričito kaže: "Samo, Franak rođenjem [ili narodom], iz pokrajine Senon[ag]ije". 

## Samovo kraljevstvo
Avari su 560-ih godina stigli do Karpata iz azijskih stepa, te su pokorili Slavene na tom području. 
Avarska je granica išla otprilike duž granice Bizanta u današnjoj Srbiji, zatim uz Blatno jezero (mađ. Balaton), istočno od Bratislave, duž južne Slovačke i Rutenije. 
Nakon što su Avari poraženi pred Carigradom početkom 7. stoljeća, Slaveni sjeverno od Dunava podigli su ustanak. 
Jedan od trgovaca koji su Slavenima prodavali oružje bio je Samo. Tijekom ustanka protiv Avara (623.), vjerojatno na današnjem području Bratislava – Devín, 
Samo se pridružio Slavenima, koji su pod njegovim vodstvom pobijedili Avare i proglasili ga svojim vladarom. Tako je nastalo Samovo kraljevstvo. 
Prema arheološkim nalazima, Samovo je kraljevstvo pokrivalo današnju Moravsku, Slovačku i Donju Austriju. Naselja u kasnijim moravskim i nitrijskim kneževinama (vidi: Velikomoravska Kneževina) često su ista kao i ona iz vremena Samova kraljevstva. Današnja Češka vjerojatno, a Lužica na Labi sigurno, te država Karantanija privremeno, postale su dijelovi kraljevstva oko 630-ih godina. Slaveni pod vodstvom Sama uspjeli su odbiti sve avarske napade, a nakon što su pobili neke franačke trgovce ili im oteli robu, morali su se boriti i protiv Franaka: godine 631.
Franački je kralj Dagobert I. Merovinški (603. – 639., vladao 629. – 639.) poslao tri vojske protiv kralja Sama. Najveću među njima, koja je krenula iz Austrazije, potukli su Slaveni i Samo kod (danas nepoznatog) dvorca Wogastisburga braneći središte Samova kraljevstva. Samo je potom izveo nekoliko protuudara sve do franačke Tiringije i opljačkao je. 
Nakon tog uspjeha, Samu se pridružio sorbijski knez Dervan. Ni danas nije sigurno gdje se nalazio Wogastisburg – neki kažu u Češkoj, drugi negdje na Dunavu, treći da je to Forchheim, Bratislava, Carnuntum itd.
Nakon Samove smrti, 658. ili 659. godine, povijest njegova kraljevstva je nepoznata. Pretpostavlja se da je kraljevstvo nestalo njegovom smrću.  Arheološki nalazi pokazuju da su se Avari vratili na stare posjede (barem na jug Slovačke) i pomiješali sa Slavenima, dok su područja sjeverno od avarskog carstva ostala posve slavenska. O Slavenima i Avarima opet se nešto čuje tek krajem 8. stoljeća, kada su moravske i nitrijske kneževine (vidi: Velikomoravska Kneževina) napadale Avare, koje su konačno pobijedili Franci pod Karlom Velikim 799. ili 802./803. godine, nakon čega su Avari nestali sa svjetske pozornice.

## Povijesni izvori
Glavni izvor pisanih podataka o Samu i njegovu kraljevstvu je franački dokument Fredegarii Chronicon (Fredegarov ljetopis). Napisao ga je jedan autor (koji se možda zvao Fredegar) oko 660. ili tri autora u prvoj polovici 7. stoljeća. Drugi dio ljetopisa navodi povijest Franaka između 584. i 642./643. godine, te se koristi kao jedan od glavnih izvora za franačku povijest. 
To je jedini suvremenik koji je pisao o Samu, svi drugi izvori vuku porijeklo iz tog ljetopisa i došli su mnogo kasnije. To su, na primjer, Gesta Dagoberti I. regnis Francorum iz prve trećine 9. stoljeća i Conversio Bagoariorum et Carantanorum (Pokrštavanje Bavaraca i Karantanaca) 
iz Salzburga (središta bavarskog svećenstva) oko 871. – 872. Ovo drugo djelo je vrlo pristrano, što ne znači nužno da je pogrešno. Ono tvrdi da je Samo bio trgovac iz Karantanije.

## Vanjske poveznice
- Samo - Hrvatska enciklopedija
- Samo - Proleksis enciklopedija